# Ушкатты (Оренбургская область)
Ушкатты — село в Домбаровском районе Оренбургской области в составе Домбаровского поссовета.

## География
Находится на расстоянии примерно 8 километров по прямой на запад-юго-запад от районного центра посёлка Домбаровский.

## Климат
Климат резко континентальный. Зима, как правило, малоснежная, суровая, холодная. Самый холодный месяц — январь. Средняя температура января −16,5…−17 °C. Осадки за холодный период года (с ноября по март) составляют около 100 мм. Снежный покров устанавливается в середине ноября и исчезает в конце апреля. Высота снежного покрова менее 30 см. Весна развертывается интенсивно. Быстро нарастает температура и прогревается земля. Безморозный период в среднем составляет 120—135 дней. Лето жаркое, начало обычно засушливое. Средняя температура июля +21,8 °C. Максимальная температура может доходить до +42 °C. Осадки за тёплый период года (с апреля по октябрь) составляют около 100—250 мм. Осенью начинаются утренние заморозки. Понижение температур происходит неравномерно. В конце октября температура опускается ниже нуля.

## История
Поселение было основано украинскими переселенцами где-то в 1909—1910 году, название дано по местной речке. В архивных документах за 1920 год значится посёлок Ушкаттинский по Оренбургско-Тургайской губернии. В 1926 году в нём числится 81 житель. В 1939 году поселение Ушкаттысайский значится как посёлок (хутор) у животноводческой фермы совхоза «Домбаровский». В 1954 году в 1,5 км от бывшего хутора ближе к пос. Домбаровский первоцелинники основали новый современный целинный посёлок Ушкатты, как центр земледельческого отделения № 4 совхоза «Домбаровский». В настоящее время — это центр СПК (ДОС «Ушкатты»).

## Население
Постоянное население составляло 271 человек в 2002 году (казахи 68 %), 96 человек в 2010 году.